# معالجة زمنية
المعالجة الزمنية (مرحلة النوم) (بالإنجليزية: Chronotherapy (sleep phase))‏ هي طريقة وُجدت من أجل إزاحة وقت النوم وتأخيره أكثر فأكتر كل يوم حول الساعة حتى ينام الشخص في توقيت طبيعي.
يمكن استخدام هذا العلاج من قبل الأشخاص الذين يعانون من حالة اضطراب طور النوم المتأخر (DSWPD)، والذين لا يستطيعون إعادة ضبط نَظْمهم اليومي عن طريق نقل وقت نومهم وجعله في وقت أبكر.
(DSWPD) هو اضطراب النَظْم اليومي أو الإيقاع اليومي للنوم حيث يتسم بعدم التوافق بين الساعة البيولوجية الداخلية للشخص مع النظم المجمتعية.
تستخدم المعالجة الزمنية استجابة حالة الإنسان للضوء والميلاتونين، وقد رشحت الأكاديمية الأمريكية لعلاج النوم المعالجة الزمنية كعلاج لإيقاف الساعة البيولوجية واضطرابات النوم.

## مثال
إليكم مثالًا على كيفية عمل العلاج الزمنى على مدار أسبوع، حيث يذهب المريض إلى النوم متأخرًا ثلاث ساعات كل يوم حتى يصل إلى معاد النوم والاستيقاظ المطلوب.
اليوم الأول: النوم من 05:00 إلى 13:00
اليوم الثاني: النوم من 08:00 إلى 16:00
اليوم الثالت: النوم من 11:00 إلى 19:00
اليوم الرابع: النوم من 14:00 إلى 22:00
اليوم الخامس: النوم من 17:00 إلى 01:00
اليوم السادس: النوم من 20:00 إلى 04:00
اليوم السابع وفيما بعد: النوم من 23:00 إلى 07:00
في حين أن هذه التقنية من الممكن أن توفر فترة الراحة من قلة النوم للأشخاص الذين يجب عليهم الاستيقاظ مبكرًا للمدرسة أو للعمل فإنه يمكن الحفاظ على أوقات النوم والاستيقاظ الجديدة عن طريق اتباع جدول زمني دقيق وصارم للنوم والاستيقاظ.

## أشكال أخرى من مرحلة النوم (المعالجة الزمنية)
قد سميت المعالجة الزمنية المعدلة بـالحرمان من النوم مع التقدم التدريجي المسَيطر (SDPA)، حيث يظل الشخص مستيقظًا ليلة ونهار كاملين ثم يذهب إلى النوم مبكرًا 90 دقيقة عن معاده المعتاد ويثبت ميعاد النوم الجديد لمدة أسبوع، تُكرر هذه العملية إسبوعيًا حتى يصل إلى ميعاد النوم الذي يرغبه.
أحيانًا وعلى الرغم من أنه نادرًا جدًا «عكس» المعالجة الزمنية -مثل النقل التدريجي لميعاد النوم وزيادة الوقت مبكرًا كل يوم- قد تستخدم كعلاج للمرضى المصابين بالنَظْم اليومية القصيرة غير الطبيعية في محاولة لنقل مواعيد نومهم لأوقات متأخرة من اليوم.
ولأن النَظْم اليومي الأقصر من 24 ساعة فعليًا نادر جدًا يظل هذا النوع من المعالجة الزمنية تجريبيًا إلى حد كبير.

## الآثار الجانبية
إن سلامة المعالجة الزمنية غير معروفة بالكامل، بينما نجحت المعالجة الزمنية مع البعض لكنه من الضروري الحفاظ بشدة وصرامة على دورة النوم والاستيقاظ. حيث أن أي انحراف يحدث في الجدول يؤدي إلى ميل الساعة البيولوجية للجسم إلى وقت لاحق مرة أخرى.
قد عُرفت المعالجة الزمنية بأنها سببت حالة اضطراب النوم والاستيقاظ اللايوماوي في ثلاث حالات مسجلة كما ورد في جريدة نيو انجلاند الطبية عام 1992، كما أشارت الدراسات التي أُجريت على الحيوانات أن هذه الإطالة يمكن أن تبطئ من الإيقاع الداخلى للساعة البيولوجية للجسم إلى حد أن يصبح اليوم العادي بما يحتويه من 24 ساعة لم يعد ضمن نطاق فكرها.

## قراءات مقترحة
Czeisler CA, Richardson GS, Coleman RM, Zimmerman JC, Moore-Ede MC, Dement WC, & Weitzman ED. (1981). Chronotherapy: Resetting the circadian clocks of patients with delayed sleep phase insomnia. Sleep, 4, 11–21.